# Internet en la onda
Internet en la onda es un programa de radio español presentado por Javier Ábrego que se emite en Onda Cero durante el verano. El programa se estrenó en la cadena el 30 de junio de 2012. Anteriormente, se había emitido a nivel autonómico en Onda Melodía Navarra desde el 13 de enero de 2011, siendo presentado allí por Javier Ábrego y Pablo Armendáriz.

## Formato
Internet en la onda, desde el primer programa en Onda Cero, se emite a lo largo de dos horas en directo. Informa sobre la actualidad de internet y las nuevas tecnologías, además de debatir noticias relevantes con repercusión en las redes sociales, entrevistar a emprendedores, dar a conocer iniciativas relacionadas con internet, resolver dudas de los oyentes, etc. A lo largo del programa el diálogo con la audiencia es constante a través de las redes sociales, principalmente Twitter, a través del hashtag #enlaonda.

## Historia

### Etapa en Onda Melodía
El primer programa se emitió en Onda Melodía Navarra el 13 de enero de 2011, retransmitiéndose a partir de ahí todos los jueves de 18:00 a 19:00. En esta etapa fue presentado por Javier Ábrego con Pablo Armendáriz como copresentador, y con colaboradores como Javier Guembe, Javier Sánchez-Ostiz, Álvaro Bretón o Jose Mari Iribarren. Sería producido por LINC (actual Brandok). Su primera temporada estuvo compuesta de 24 programas, emitiéndose el último el 30 de junio de 2011. En septiembre de 2011 Internet en la onda fue premiado con el Certificado de Calidad Audiovisual por el Consejo Audiovisual de Navarra (CoAN). Ese mismo mes comenzó su segunda temporada. En total, a nivel autonómico se llegaron a emitir más de 50 programas a lo largo de las dos temporadas.

### Etapa en Onda Cero
Su emisión en Onda Cero, ya a nivel nacional, comenzó el 30 de junio de 2012, presentado únicamente por Javier Ábrego y con un equipo inicial de 11 personas, gran parte de ellas de la anterior etapa, aunque siguió emitiéndose desde Pamplona. Los colaboradores principales eran Sara Romero, Jon San Julián y Pablo Armendáriz, y contaba además, entre otros apartados, con la "sección del buen rollo" de Maite Muruzábal, la sección de deportes de Javier Ugalde, la de dudas sobre Twitter de Javier Guembe, la de humor de Víctor Fernández o la de "perfiles de internet" de Jose Mari Iribarren. Su primera temporada se emitiría hasta el 29 de julio de 2012, todos los sábados y domingos de 18:00 a 20:00, realizándose finalmente un total de 9 programas. 
En 2013, Internet en la onda se emitió desde el 6 de julio hasta el 10 de agosto, manteniéndose la hora de emisión pero únicamente los sábados, llegando a los 6 programas en esta segunda temporada. Contó con un formato y colaboradores similares a los del año anterior, aunque con un mayor protagonismo de Maite Muruzábal y Javier Ugalde. Entre las nuevas secciones para la temporada destacaban las dedicadas a youtubers de éxito y la del cuento colaborativo Mordak, al que los oyentes podían hacer sus aportaciones, algunas de las cuales eran leídas en el programa.
En 2014, Internet en la onda se emitió desde el 6 de julio hasta el 17 de agosto tanto sábados como domingos, pudiendo destacarse el aumento en el número de oyentes y una importante renovación de los colaboradores, contando con fichajes provenientes de otros programas y cadenas. Entre las nuevas incorporaciones al equipo de Internet en la onda se encontraban Laura Azcona, Alberto Bonilla o David Gracia. Otros colaboradores que debutaron en el programa fueron el crítico gastronómico Alberto Rodríguez y Naiara Olagüe, que cuenta con un blog sobre maternidad. Con este nuevo equipo, que se incorporó al ya existente, se llevó a cabo la que sería la temporada más exitosa a nivel de audiencia del programa, llegando a ser el hashtag #enlaonda trending topic español durante la emisión del 26 de julio.

## Equipo y colaboradores
- Javier Ábrego (2011-14), director y presentador de Internet en la onda desde el primer programa.
- Maite Muruzábal (2012-13), se encarga de la denominada "sección del buen rollo" desde el primer programa en Onda Cero, donde da a conocer iniciativas de internet relacionadas con el optimismo y la solidaridad. Además, se ocupa de la parte musical del programa, desarrollando una lista colaborativa en Grooveshark con canciones que propone la audiencia.
- Pablo Armendáriz (2011-14), copresentador durante toda la etapa en Onda Melodía, aunque con presencia también en Onda Cero.
- Jon San Julián (2012-14), colaborador destacado del programa desde la segunda temporada en Onda Melodía.
- Javier Guembe (2011-14), desde la primera temporada en Onda Melodía se encarga de resolver las dudas de los oyentes sobre Twitter.
- Sofía Gortari (2012-14), community manager del programa desde su primera emisión en Onda Cero.
- Javier Ugalde (2012-14), desde el primer programa en Onda Cero se encarga de la sección de deportes, además de desempeñar las labores de reportero durante la celebración de los Sanfermines.
- Víctor Fernández (2012-14), lleva una sección de humor desde el primer programa en Onda Cero.
- Alberto Rodríguez (2014), encargado de la sección de "gastronomía 2.0".
- Alberto Bonilla (2014), colaborador encargado de una sección sobre música, festivales y plataformas musicales de internet.
- Naiara Olagüe (2014), directora de la sección "mamás 2.0".
- David Gracia (2014), colaborador encargado de una sección sobre programas y series de televisión.
- Laura Azcona (2014), copresentadora del programa.

Colaboradores anteriores destacados:
- Álvaro Bretón (2011), colaborador del programa en la época de Onda Melodía.
- Jose Mari Iribarren (2011-12), llevó la sección de "perfiles de internet" desde el final de la primera temporada en Onda Melodía hasta la primera temporada en Onda Cero.
- Javier Sánchez-Ostiz (2011-12), participó desde el primer programa en Onda Melodía hasta la primera temporada en Onda Cero, principalmente con información sobre las nuevas tecnologías aplicadas al deporte.
- Mónica Muñoz (2012), durante la primera temporada del programa en Onda Cero se encargó de una sección dedicada a ondacero.es.
- Aloña Fernández Larrechi (2012), durante la primera temporada en Onda Cero llevó una sección llamada "los cacharritos" sobre diferentes aplicaciones para móviles y tablets.
- Jorge Calín y Marta Pérez (2012), encargados en la primera temporada del programa en Onda Cero de una sección donde recababan a pie de calle las opiniones de la gente sobre temas relacionados con internet.
- Sara Romero Estella (2012-13), colaboradora destacada del programa desde la segunda temporada en Onda Melodía.

Realizadores técnicos: 
- Arturo Armendáriz y Javier Goroskieta (2011-14).

## Premios
- Certificado de Calidad Audiovisual por el Consejo Audiovisual de Navarra (CoAN) (2011).[3]